# Chaparral 2K

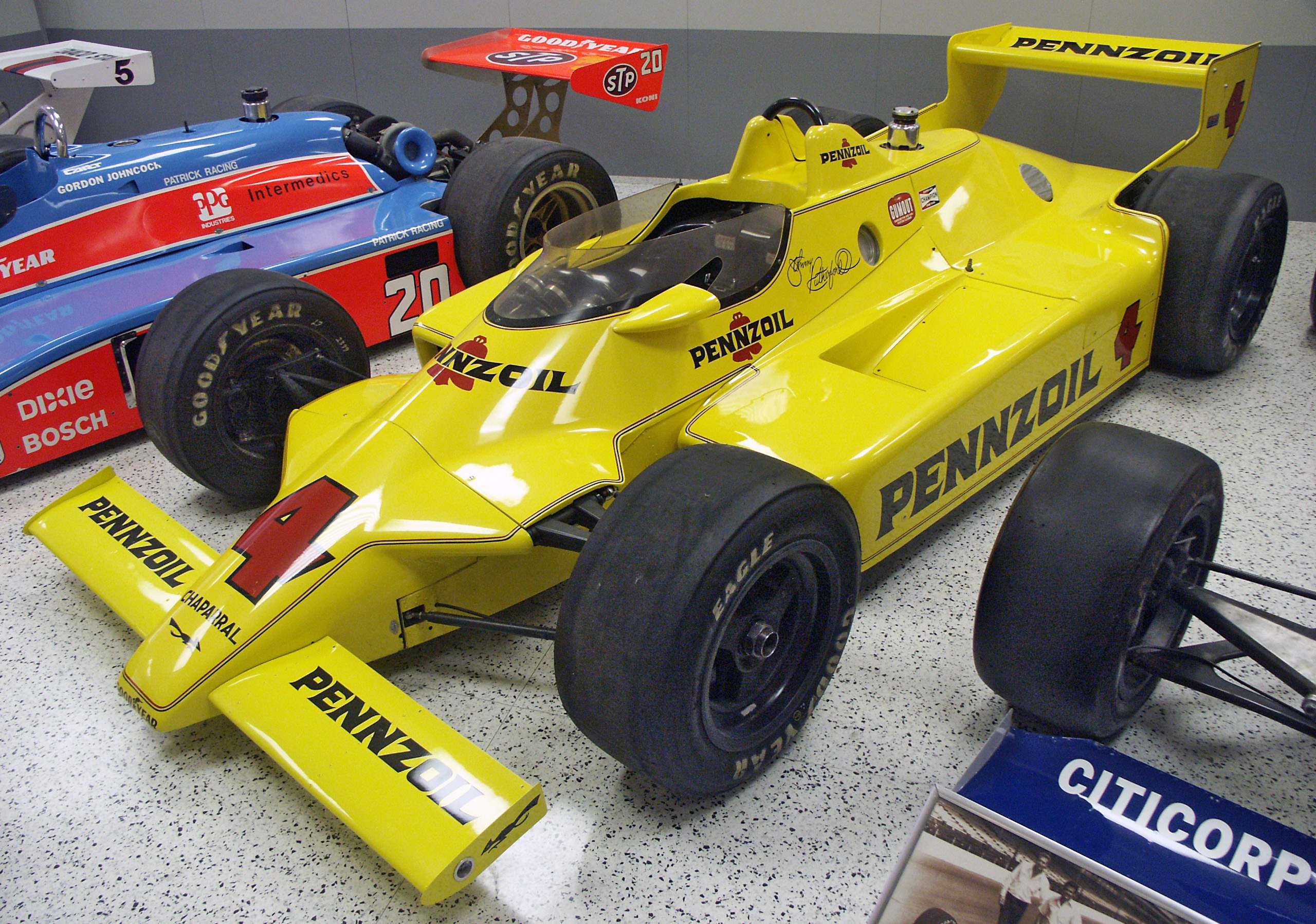
Chaparral 2K en exhibición en el Indianapolis Motor Speedway, siendo parte del Museo de la Fama.

El Chaparral 2K fue un monoplaza diseñado para competir en el CART IndyCar World Series en las temporadas 1979, 1980 y 1981. Construido por John Barnard, cuyo coche está inspirado en un coche con base al sistema de Efecto Suelo que los coches Fórmula 1 utilizaban en ese momento. Debutó en 1979 con el piloto Al Unser Senior, ganando seis carreras de 27 competencias en tres temporadas. Su mayor éxito llegó en 1980, cuando Johnny Rutherford lo manejo rumbo a la victoria tanto al ganar las 500 Millas de Indianápolis de 1980 de dicha temporada así como la obtención del campeonato de la CART/IndyCar World Series]].

## Historia

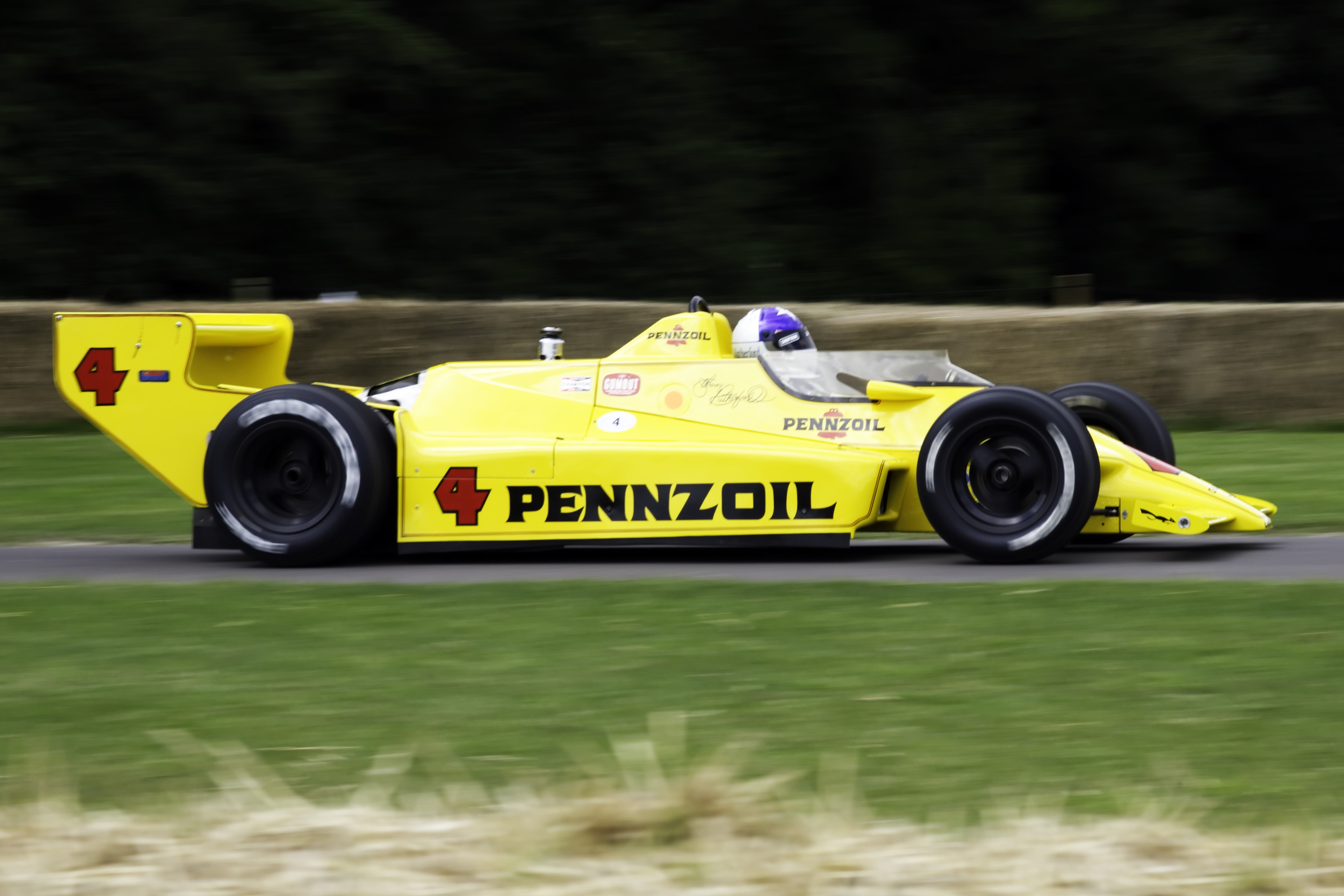
Chaparral 2K exhibiéndose en el autódromo de Goodwood.

Tras sus revolucionarios coches de CanAm, como el famoso coche Aspiradora Chaparral 2J, que había sido prohibido durante la temporada 1970 de la CanAm, Jim Hall había dado la espalda temporalmente a las carreras. En la década anterior a su partida, Hall había sido una figura prominente en los coches deportivos americanos de competición como piloto titular, constructor y dueño de equipo. Tomó esta última función una vez más en 1974, cuando construyó el Lola F5000 de Brian Redman. Equipo de Hall ganó el título en tres años consecutivos y los esfuerzos posteriores para el campeonato de la entonces recién restaurada serie Can-Am y de la Indy fueron igualmente exitosos. En 1978, Al Unser condujo un novedoso coche Lola para el equipo de  Chaparral para buscar la victoria en la Indy 500, y registrado como el primer intento de Hall al aventurarse en la categoría. Al Unser regresó a Indianápolis al año siguiente, y estaba al volante del nuevo y avanzado Chaparral 2K. En vez de usar los alerones para empujar el coche en la pista, contó con dos ventiladores que chupaban el aire por debajo del coche.

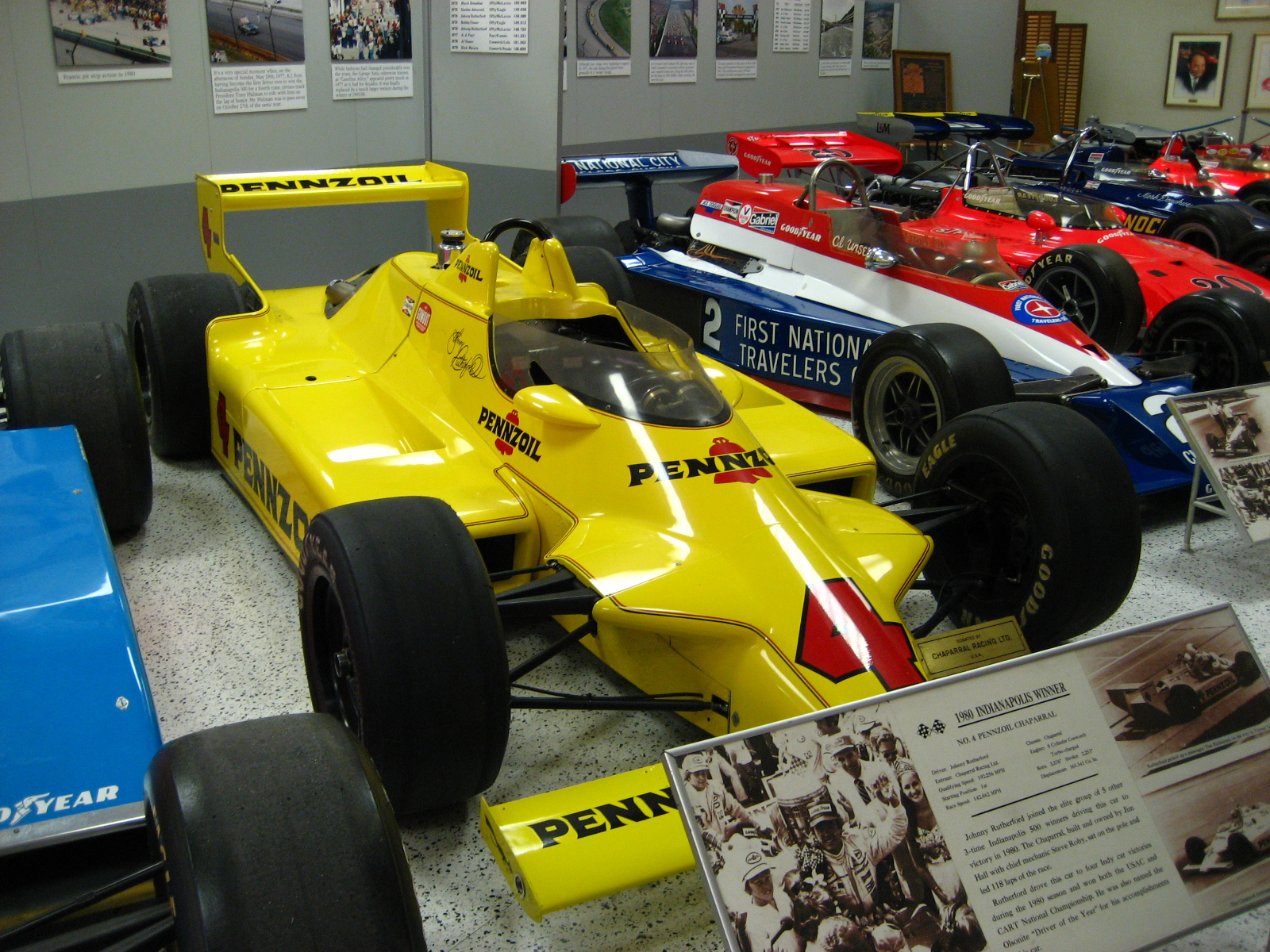
Chaparral 2K exhibido en el museo de la Fama de la IndyCar en el Indianapolis Motor Speedway.

El área de la baja presión resultante en el coche resultó en una carga aerodinámica similar sin la resistencia creada por los alerones. El órgano rector del deporte determinó que el diseño que el uso de los dispositivos aerodinámicos móviles no era aceptado tanto por otros pilotos como los fanes y declararon la ilegalidad del 2J. Unos años más tarde, Lotus construyó un coche de Fórmula 1 con las mismas características que utilizaba los mismos principios, pero sin utilizar un ventilador. En lugar de la parte inferior del Lotus 78, tenía la forma de la superficie superior de un ala de avión. Como en el 2J, faldas montadas en el 'side-pods' cerraron el área de baja presión.

### Construcción del 2K
Como un pionero de la aerodinámica, Hall tomó un gran interés en el coche efecto suelo del Lotus. Esto le inspiró para construir de nuevo un coche de su propio diseño. Para el diseño real del 2K, Hall llamó los servicios del ingeniero británico John Barnard. Sus diseños para Lola ya habían contribuido en gran medida al éxito de Chaparral Racing en los años anteriores. Barnard había creado un chasis monocasco de aluminio unido y con remache convencional. En la parte delantera formaba un diseño triangular inferior y la parte superior frontal fue equipado, mientras que la parte trasera lucía un diseño de doble trapecio. El nuevo Chaparral fue propulsado por un motor Cosworth de 2,65 litros V8. Equipado con un único turbocompresor, que producía más de 700 CV. Esto alimentaba a las ruedas traseras a través de una caja de cambios Weismann con sistema de engranajes de cuatro velocidades. Siguiendo los principios de Chapman, ajustaron las longitudes secundarias con vainas completas, bordeada por las faldas móviles.

### Debut del 2K
Con un motor estrecho y la caja de cambios permitieron a los túneles de efecto suelo ser utilizados todo el recorrido en pista y hasta el alerón trasero fue montado integralmente. Liberado de los simples pero eficaces colores del patrocinio de Pennzoil, el primer Chaparral 2K estaba listo a tiempo para la defensa del título de las 500 Millas de Indianápolis que Unser había logrado el año anterior en la extinta serie del Campeonato Nacional del USAC. El primer coche con efecto suelo adecuado para correr en la nueva serie del nuevo organismo sancionador, la CART, y el nuevo campeonato, el CART IndyCar World Series; en ese instante puso su marca el piloto Unser]], quien clasificó el coche en la primera fila. Con insofacto, iniciando la competencia de 1979, tomó la delantera en la carrera y parecía que iba a adjudicarse la primera victoria sorpresiva para el nuevo Chaparral, hasta que un sello en la transmisión en la caja de cambios se dañó en la vuelta 104.
Al Unser finalmente terminó en la posición 22°. En la siguiente competencia, Al Unser saldría con el 2K obteniendo un segundo lugar. Durante el resto de la temporada, Unser mostró una regularidad lo bastante rápido como para que el Chaparral ganara casi todas las carreras, pero tuvo que esperar hasta la victoria más esquiva que tuvo, que fue hasta la última carrera de la temporada en el óvalo de Phoenix International Raceway. Entonces, el coche apodado ahora como el submarino amarillo se ha´bia colocado segundo en la parrilla de salida y lideró 138 de las 150 vueltas de la carrera. Al Unser cruzaría la meta por delante de su hermano Bobby y su compañero del equipo Penske Rick Mears. Para la temporada 1980, Hall contrató al piloto texano y dos veces ganador de las 500 Millas de Indianápolis, Johnny Rutherford, para conducir el Chaparral 2K. El equipo recogió los frutos donde que había dejado en 1979, al ganar la primera carrera de apertura en Ontario, Canadá. Rutherford continuó esta gran cosecha en la Indy 500, marcando la segunda y tercera victoria del equipo y justamente una de esas en el clásico evento. Johnny Rutherford ganó otras tres carreras para Chaparral ese año.

## La última victoria y el fin del Chaparral 2K

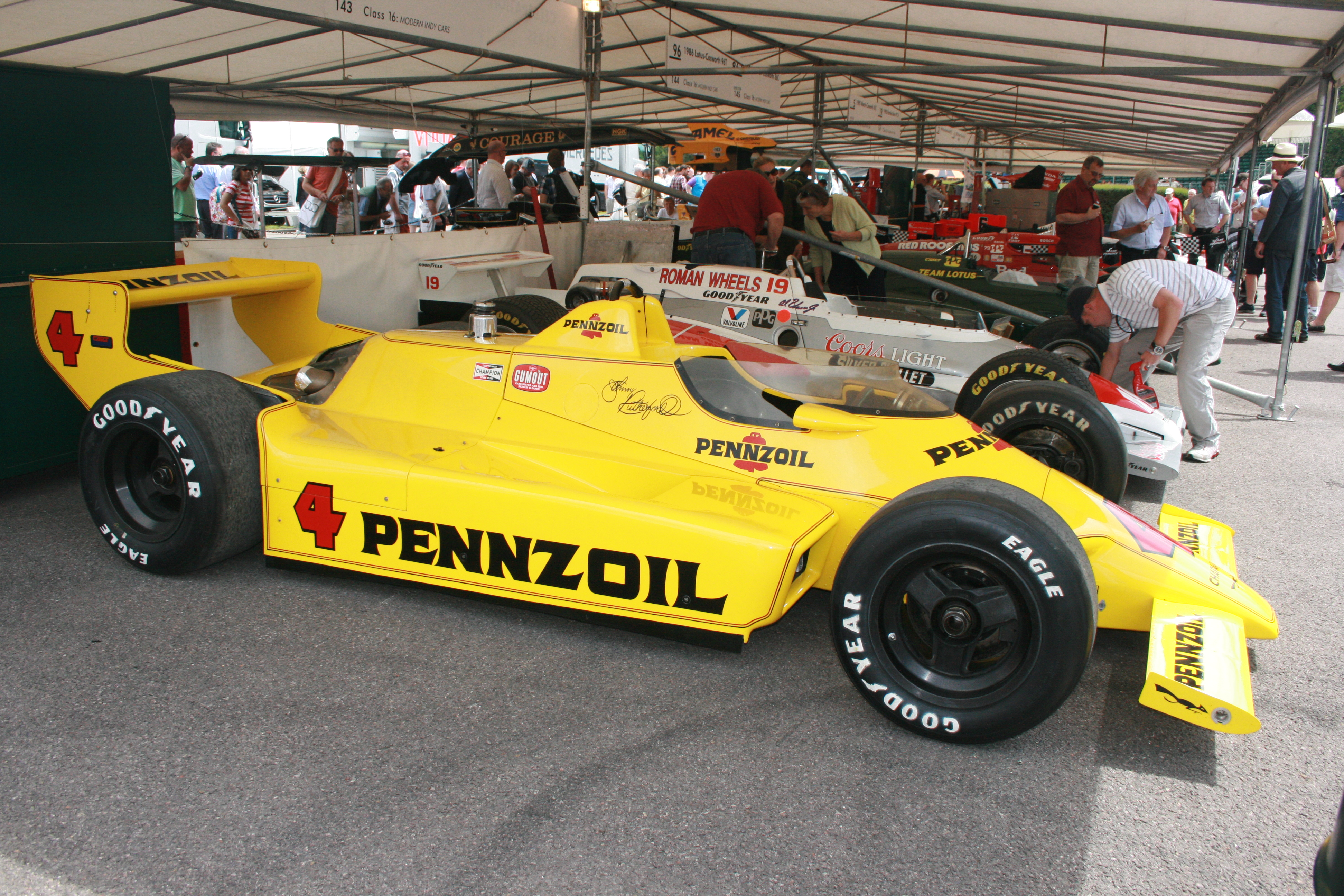
Chaparral 2K exhibido en Goodwood.

En las doce carreras que terminó en el podio fue en ocho ocasiones y tuvo un total de cinco victorias, que era más que suficiente para vencer al coche Penske de Bob Unser por la lucha por el campeonato CART. El 2K se utilizaría de nuevo en 1981, pero para ese momento muchos los otros fabricantes habían logrado actualizarse al efecto suelo para sus nuevos coches. Rutherford sólo logró ganar la primera carrera de la temporada apertura]] y terminó quinto en la clasificación final. Después de continuos malos resultados en las primeras carreras de 1982, Hall decidió sustituir al veterano Chaparral 2K con un nuevo chasis March con Rutherford para terminar la temporada. Al final del año, Hall, una vez más se retiraría de la competición. En su hazaña final como un constructor, Hall había logrado romper de nuevo y con éxito las convenciones de sus logros. Al igual que muchos de sus diseños revolucionarios, el Chaparral 2K funcionaba tan bien en la pista como lo hizo en el papel. Siete victorias en poco más de tres temporadas en competencia, especialmente considerando que Chaparral Cars nunca introdujeron más de un coche por carrera. 

### Legado
Después de una temporada llena de ensayos y errores, el 2K era tan fiable como lo era rápido en 1980. Rutherford no sólo logró colocar el coche dentro de los cinco primeros en dos ocasiones. La victoria en la Indy 500 fue una más apropiadas coronas para la carrera de Jim Hall en las carreras. También fue totalmente apropiado que Hall pudiera finalmente lograr algún éxito real con los principios del efecto suelo que había ayudado como pionero de la tecnología a desarrollar en el primer lugar. Como participante, Hall regresaría a la Indy 500 de nuevo a principios de 1990 con un éxito considerable, pero no se produjeron más Chaparral. De los tres Chaparral 2K que se construyeron han sobrevivido dos. Uno todavía es propiedad de Jim Hall, el segundo se encuentra en exhibición permanente en el Salón de la fama de la IndyCar y se presume que el tercero fue destruido por Rutherford durante un choque masivo en Phoenix en 1980.